# Nuts (Schokoriegel)

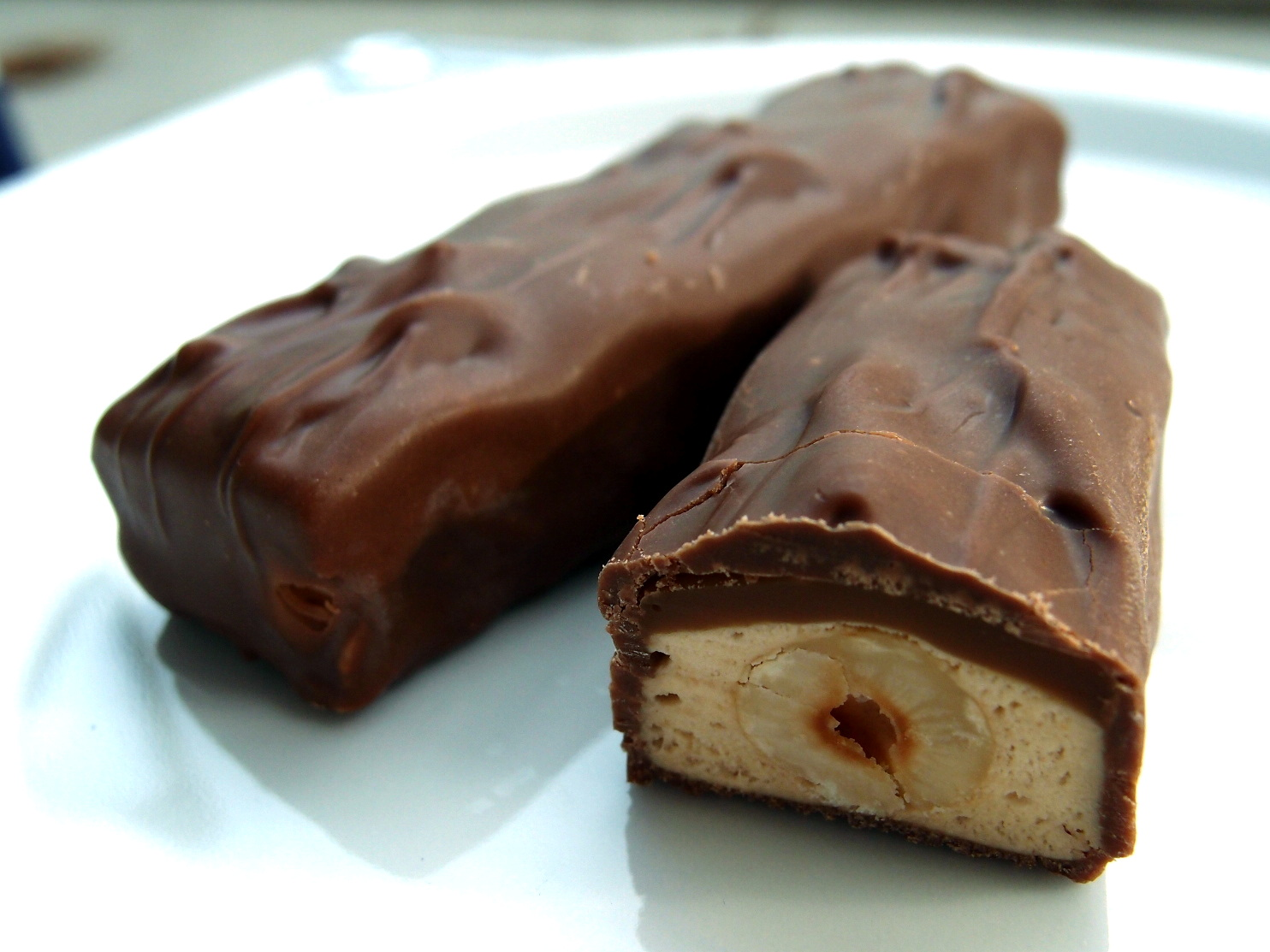
Nuts-Riegel, ganz und aufgeschnitten

Nuts ([nʌts], engl. für „Nüsse“) ist eine Marke für einen von Nestlé hergestellten Schokoriegel. Neben den üblichen Zutaten werden auch ganze Haselnüsse verwendet, die sich sonst in derartigen Riegeln nicht finden. Nuts wurde 1950 in den Niederlanden eingeführt und kam 1951 unter dem Slogan Nuts hat’s nach Deutschland. Der Hersteller wurde 1979 von Rowntree Mackintosh übernommen und ging mit diesem im Jahr 1988 an Nestlé über. 2000 wurde die Verpackungsgestaltung geändert. Teile der in Deutschland verkauften Riegel werden in Tschechien hergestellt.

## Inhaltsstoffe
- Milchschokolade (31 %)
- Füllung mit Karamell (26 %)
- Haselnüsse (11 %)

## Zutaten
Zucker, Glukosesirup, Haselnüsse, Pflanzenfett, gezuckerte Kondensmilch (Magermilch, Zucker), Kakaobutter, Molkereierzeugnis, Kakaomasse, Magermilchpulver, Glukose-Fruktose-Sirup, Milchzucker, Butterfett, Emulgator (Sojalecithine, Polyglycerin-Polyricinoleat), getrocknetes Hühnereiweiß, Aroma, Spuren von Erdnüssen und Sojaeiweiß. Der Riegel enthält 29 g Saccharose und 3 g Glukose pro 100 g. Für Menschen mit Laktoseintoleranz ist Nuts aufgrund der verwendeten Zutaten ungeeignet.

## Größen
Etwa im März 2010 waren die Riegel verkleinert worden. Vorher hatten die normalen Riegel ein Gewicht von 50 g; die Variante Kingsize 70 g, danach 42 g (Verringerung um 16 %) bzw. 65 g (Verringerung um 7 %). Die Preise pro Riegel wurden nicht im selben Maße gesenkt.
Die 1986 eingeführten „Nuts Mini“ zu 17,5 g sind nicht mehr lieferbar.
Die 42-g-Variante wurde allerdings inzwischen, zumindest im Multipack, auf die Snack Size von 30 g reduziert, so dass jetzt der Multipack, trotz der Erweiterung von 5 auf 6 Riegel, bei gleichem Preis 30 g weniger enthält – eine weitere versteckte Preiserhöhung.

## Werbung
Es gab ein deutschsprachiges Werbelied des Botho-Lucas-Chors im Stil des Schlagers mit dem Titel Nuts hat’s aus dem Jahr 1973.
In Deutschland wird von Nestlé für Nuts nicht mehr stark geworben und daher galt es laut einem Tagesspiegel-Bericht aus dem Jahr 2002 als langsam auslaufendes Produkt.